# 楢原 (御所市)
楢原（ならはら）は、奈良県御所市の大字。郵便番号は639-2313。本項ではかつて同区域に存在した楢原村（ならはらむら）についても記す。

## 地理
御所市中心部の西南西の東西に長い地域にあたり、北で櫛羅、南で幸町・森脇・関屋・豊田（飛地）、東で三室、東で大阪府南河内郡千早赤阪村水分に接する。中部を奈良県道30号御所香芝線が縦貫する。

### 河川
- 柳田川

### 山岳
- 大和葛城山

## 歴史
- 幕末 - 「旧高旧領取調帳」の記載によると、幕府領であった。奈良奉行が管轄。
- 慶応4年
  - 幕府領が奈良府の管轄となる。
  - 7月29日（1868年9月15日） - 奈良府が改称して奈良県（第1次）となる。
- 1876年（明治9年）4月18日 - 第2次府県統合により堺県の管轄となる。
- 1881年（明治14年）2月7日 - 大阪府の管轄となる。
- 1887年（明治20年）11月4日 - 奈良県（第2次）の管轄となる。
- 1889年（明治22年）4月1日 - 町村制の施行により、近世以来の葛上郡楢原村が単独で自治体を形成。櫛羅村・東松本村・竹田村・鎌田村・小林村・三室村・西松本村と櫛羅村外七ヶ村組合村を結成。
- 1897年（明治30年）4月1日 - 楢原村の所属郡が南葛城郡に変更。
- 1915年（大正4年）1月1日 - 櫛羅村外七ヶ村組合村の7村が合併して大正村が発足。同村の大字となり、楢原村廃止。
- 1958年（昭和33年）3月31日 - 大正村が御所町・葛村・葛上村と合併して御所市が発足。同市の大字となる。

## 世帯数と人口
2020年（令和2年）12月31日現在の世帯数と人口は以下の通りである。
| 町丁 | 世帯数  | 人口  |
| ---- | ------- | ----- |
| 楢原 | 215世帯 | 512人 |

## 小・中学校の学区
市立小・中学校に通う場合、学区は以下の通りとなる。
| 番地 | 小学校             | 中学校             |
| ---- | ------------------ | ------------------ |
| 全域 | 御所市立大正小学校 | 御所市立大正中学校 |

## 交通

### バス
- 御所市コミュニティバス
  - 西コース
    - 近鉄御所駅 - 豊年橋 - 御所市役所 - 豊年橋 - 幸町 - 池之内 - 室 - 名柄 - 北窪 - かもきみの湯 - 東佐味 - 鴨神 - 北窪 - 名柄 - 楢原 - 老人福祉センター - 産業振興センター前 - 近鉄御所駅

### 道路
- 奈良県道30号御所香芝線

## 施設
- 戒那山九品寺
- 駒形大重神社
- 楢原公会堂
- 園之池集会所
- 幸町団地集会所